# Де-факто
Де-фа́кто (лат. de facto «на ділі», «фактично») — латинський вираз. Зазвичай вживають як антонім латинського терміна де-юре в законодавчій, політичній, управлінській і технічній (відносно стандартів) сферах, коли у звичайну практику вводяться елементи без відповідної офіційної підтримки. Наприклад, при розборі правової ситуації «де-юре» означає вимоги закону, тоді як de facto говорить про те, що відбувається насправді (будь це законно або незаконно), реальний стан справ.
Термін «уряд де-факто» застосовується відносно органів влади, які тримаються при владі в певній країні, успішно поваливши (хоч би і тимчасово) законно обрані інститути влади і встановивши свої на їхнє місце. Також уживається в міжнародному праві для опису дійсних взаємин сторін, тоді як офіційні взаємини зазвичай трактуються як де-юре.